# Inégalité de Muirhead
En mathématiques, l'inégalité de Muirhead, portant le nom du mathématicien écossais Robert Franklin Muirhead, est une généralisation de l'inégalité arithmético-géométrique.

## Définitions préliminaires

### La «a-moyenne»
Soit a = (a1, ..., an) une famille de nombres réels.
Pour toute famille (x1,...,xn) de nombres réels strictement positifs, on définit la a-moyenne, notée [a], de x1,...,xn par :
{\displaystyle [a]={1 \over n!}\sum _{\sigma }x_{\sigma _{1}}^{a_{1}}\cdots x_{\sigma _{n}}^{a_{n}},}
où la somme est étendue à toutes les permutations σ de {1, ..., n}.
Pour a = (1, 0, ..., 0), on obtient la moyenne arithmétique de x1,...,xn et pour a = (1/n, 1/n, ..., 1/n), la moyenne géométrique de x1,...,xn. Quand n = 2, il s'agit de la moyenne de Heinz.

### Matrices bistochastiques
Une matrice carrée P est bistochastique ou doublement stochastique si à la fois P et sa transposée sont des matrices stochastiques. Ainsi, une matrice est bistochastique si ses éléments sont strictement positifs, et si la somme des éléments de chaque ligne et de chaque colonne est égale à 1.

## L'inégalité de Muirhead
Théorème — On a {\displaystyle [a]\leqslant [b]} pour toute famille {\displaystyle (x_{1},\dots ,x_{n})} de réels strictement positifs  si et seulement s'il existe une matrice bistochastique P telle que a = Pb.
La démonstration utilise le fait que toute matrice bistochastique est la moyenne pondérée de matrices de permutation (cet énoncé constitue le théorème de Birkhoff-von Neumann). Une démonstration se trouve par exemple dans le livre de Hardy, Littlewood et Pólya 1952, sections 2.18 et 2.19.

### Une autre formulation
À cause de la symétrie dans la somme, on peut supposer que les familles a et b sont décroissantes :
{\displaystyle a_{1}\geqslant a_{2}\geqslant \cdots \geqslant a_{n}\quad {\text{   et   }}\quad b_{1}\geqslant b_{2}\geqslant \cdots \geqslant b_{n}.}
On peut montrer que l'existence d'un matrice bistochastique P telle que a = Pb est alors équivalente au système d'inégalités : {\displaystyle a_{1}+a_{2}+\cdots +a_{k}\leqslant b_{1}+b_{2}+\cdots +b_{k}} pour k = 1,...,n, avec égalité pour k = n, en d'autres termes, au fait que la famille b majorise a. On peut donc énoncer : 
Théorème — Si les familles a et b sont décroissantes, on a {\displaystyle [a]\leqslant [b]} pour toute suite x1,...,xn si et seulement b majorise a.

### L'inégalité arithmético-géométrique comme conséquence
On se sert de la deuxième formulation de l'inégalité. Posons
{\displaystyle g=\left({\frac {1}{n}},\ldots ,{\frac {1}{n}}\right),\quad a=(1,0,0,\ldots ,0)\,.}
Alors {\displaystyle \forall k\in \{1,\dots ,n-1\},a_{1}+\cdots +a_{k}=1>g_{1}+\cdots +g_{k}=k/n\quad {\text{  et  }}\quad a_{1}+\cdots +a_{n}=g_{1}+\cdots +g_{n}}
Donc a majorise g. Il en résulte que {\displaystyle [a]\geqslant [g]}, ce qui s'écrit :
{\displaystyle {\frac {1}{n!}}(x_{1}^{1}\cdot x_{2}^{0}\cdots x_{n}^{0}+\cdots +x_{1}^{0}\cdots x_{n}^{1})(n-1)!\geqslant {\frac {1}{n!}}(x_{1}\cdot \cdots \cdot x_{n})^{\frac {1}{n}}n!\ \Longleftrightarrow {\frac {1}{n}}(x_{1}+\cdots +x_{n}^{1})\geqslant (x_{1}\cdot \cdots \cdot x_{n})^{\frac {1}{n}}}.
On retrouve ainsi précisément l'inégalité arithmético-géométrique.

## Autres exemples

### Notation
Dans les calculs, une notation spéciale pour la sommation peut s'avérer utile. On écrit 
{\displaystyle \sum _{\text{sym}}x_{1}^{\alpha _{1}}\cdots x_{n}^{\alpha _{n}}}
à la place de la notation 
{\displaystyle \sum _{\sigma }x_{\sigma _{1}}^{\alpha _{1}}\cdots x_{\sigma _{n}}^{\alpha _{n}}}
où la sommation est effectuée sur toutes les permutations. Ainsi
{\displaystyle {\begin{aligned}\sum _{\text{sym}}x^{3}y^{2}z^{0}&{}=x^{3}y^{2}z^{0}+x^{3}z^{2}y^{0}+y^{3}x^{2}z^{0}+y^{3}z^{2}x^{0}+z^{3}x^{2}y^{0}+z^{3}y^{2}x^{0}\\&({}=x^{3}y^{2}+x^{3}z^{2}+y^{3}x^{2}+y^{3}z^{2}+z^{3}x^{2}+z^{3}y^{2}).\end{aligned}}}

### Exemples d'emploi
- Pour prouver que

{\displaystyle x^{2}+y^{2}\geqslant 2xy,}
on transforme l'inégalité en une somme symétrique :
{\displaystyle \sum _{\mathrm {sym} }x^{2}y^{0}\geqslant \sum _{\mathrm {sym} }x^{1}y^{1}.\ }
Comme la suite (2, 0) majorise (1, 1), on obtient l'inégalité par le théorème de Muirhead.
- Un deuxième exemple est :

{\displaystyle x^{3}+y^{3}+z^{3}\geqslant 3xyz}.
On part de :
{\displaystyle \sum _{\mathrm {sym} }x^{3}y^{0}z^{0}\geqslant \sum _{\mathrm {sym} }x^{1}y^{1}z^{1}}
qui est vrai parce que (3, 0, 0) majorise la famille (1, 1, 1). La sommation sur les six permutations réduit l'inégalité à :
{\displaystyle 2x^{3}+2y^{3}+2z^{3}\geqslant 6xyz}
d'où le résultat recherché.
- L'inégalité de Nesbitt : {\displaystyle {\frac {a}{b+c}}+{\frac {b}{a+c}}+{\frac {c}{a+b}}\geqslant {\frac {3}{2}}}, qui s'écrit aussi : {\displaystyle 2(a^{3}+b^{3}+c^{3})\geqslant a^{2}b+b^{2}a+b^{2}c+c^{2}b+c^{2}a+ac^{2}}, constitue un troisième exemple d'application.